# Mondawmin (métro de Baltimore)
Mondawmin est une station de métro américaine à Baltimore, dans le Maryland. Située le long de la seule ligne du métro de Baltimore entre West Cold Spring et Penn-North, elle a été mise en service le 21 novembre 1983.